# Marcus Ellis

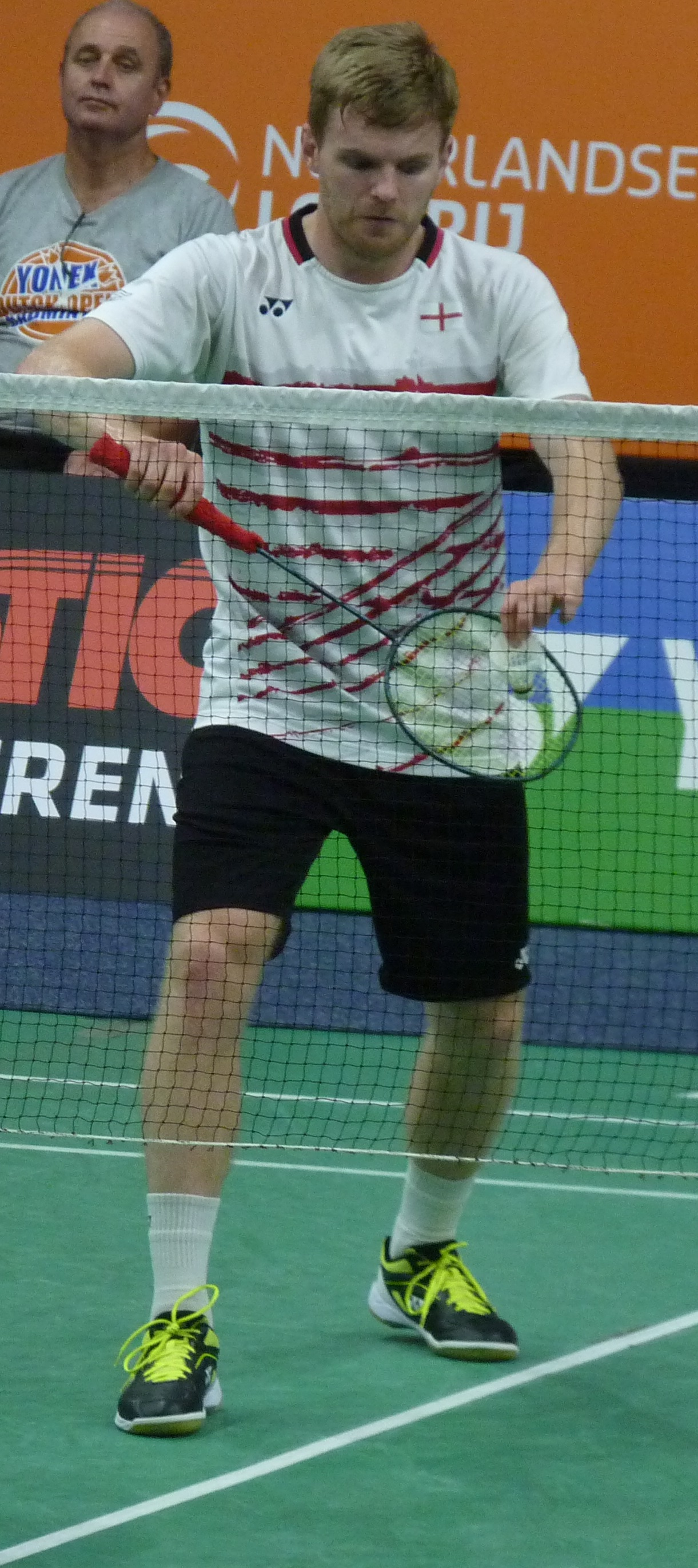
Marcus Ellis, 2018

Marcus Ellis (* 14. September 1989 in Huddersfield) ist ein englischer Badmintonspieler.

## Karriere
Marcus Ellis siegte 2007 und 2008 bei den englischen Meisterschaft der Junioren. 2009 war er bei den Norwegian International und den Belgian International erfolgreich. 2011 nahm er an der Badminton-Weltmeisterschaft teil.

## Sportliche Erfolge
| Saison | Veranstaltung                             | Disziplin    | Platz | Name                              |
| ------ | ----------------------------------------- | ------------ | ----- | --------------------------------- |
| 2007   | England: Einzelmeisterschaft der Junioren | Mixed        | 1     | Marcus Ellis / Samantha Ward      |
| 2008   | England: Einzelmeisterschaft der Junioren | Mixed        | 1     | Marcus Ellis / Samantha Ward      |
| 2009   | Norwegian International                   | Mixed        | 1     | Marcus Ellis / Heather Olver      |
| 2009   | Belgian International                     | Mixed        | 1     | Heather Olver / Marcus Ellis      |
| 2010   | Bulgarian International                   | Herrendoppel | 1     | Peter Mills / Marcus Ellis        |
| 2010   | Scottish Open                             | Herrendoppel | 1     | Peter Mills / Marcus Ellis        |
| 2010   | Europameisterschaft                       | Herrendoppel | 5     | Peter Mills / Marcus Ellis        |
| 2012   | Portugal International                    | Herrendoppel | 2     | Marcus Ellis / Paul van Rietvelde |
| 2012   | Portugal International                    | Mixed        | 1     | Marcus Ellis / Gabrielle White    |
| 2012   | Welsh International                       | Herrendoppel | 1     | Marcus Ellis / Paul van Rietvelde |
| 2013   | Denmark International                     | Herrendoppel | 1     | Marcus Ellis / Paul van Rietvelde |
| 2016   | Olympische Sommerspiele                   | Herrendoppel | 3     | Marcus Ellis / Chris Langridge    |